# Amr Seoud
Amr Seoud (ur. 10 czerwca 1986 w Damietcie) – egipski lekkoatleta, sprinter, dwukrotny olimpijczyk. 

## Sukcesy
- złoty medal Uniwersjady (bieg na 200 metrów, Bangkok 2007)
- złoto Igrzysk śródziemnomorskich (bieg na 200 metrów, Pescara 2009)
- 2 srebrne medale Uniwersjady (Belgrad 2009, bieg na 100 metrów i bieg na 200 metrów)
- mistrzostwo Afryki w biegu na 200 metrów (Nairobi 2010)
- 6. miejsce w biegu na 200 metrów podczas pucharu interkontynentalnego (Split 2010)
- złoty medal igrzysk afrykańskich w biegu na 100 metrów (Maputo 2011)

W 2008 Seoud reprezentował Egipt podczas igrzysk olimpijskich  w Pekinie, gdzie odpadł w ćwierćfinałach na 200 metrów. Taki sam czas jak Egipcjanin uzyskał Kanadyjczyk Jared Connaughton, jednak analiza fotokomórki zadecydowała o tym, że to Connaughton awansował do półfinału. Cztery lata później, w Londynie, Seoud nie awansował do półfinału zarówno na 100, jak i na 200 metrów.

## Rekordy życiowe
- bieg na 100 metrów – 10,13 (2011) rekord Egiptu
- bieg na 200 metrów – 20,36 (2010) rekord Egiptu
- bieg na 300 metrów – 32,77 (2008) rekord Egiptu
- bieg na 60 metrów (hala) – 6,69 (2008) rekord Egiptu